# San Andrés Tenejapan (municipalité)
La municipalité de San Andrés Tenejapan est l'une des 212 municipalités de l'État de Veracruz, et est située dans la partie centrale de cet État. Elle se situe à l'ouest du golfe du Mexique, au sein de la chaîne de montagnes de la Sierra Madre orientale, et fait partie du bassin versant de la rivière Río Blanco, affluent nord du fleuve Río Papaloapan. Son chef-lieu est la ville éponyme de San Andrés Tenejapan. Elle dépend de la région administrative de Las Montañas, qui est une des 10 subdivisions administratives de l'État de Veracruz.

## Géographie
La municipalité de Magdalena est établie dans le bassin versant de la rivière Río Blanco, affluent nord du fleuve Río Papaloapan. Elle est notamment traversée par la rivière Río San Andrés, qui arrose son chef-lieu, situé à l'extrême nord de son territoire, San Andrés Tenejapan. Le Río San Andrés est un affluent de la rivière Río Matzinga, qui s'écoule dans la municipalité de Tlilapan, voisine au nord, elle-même affluent du Río Blanco. Assise sur les contreforts de la chaîne de montagnes de la Sierra Madre orientale, son altitude oscille entre 1200 et 2600 mètres. Son territoire couvre une superficie de 21,9 km2, et était peuplé en 2020 de 3134 habitants, pour une densité de 143 habitants par km2.
Cette municipalité est limitrophe au nord de celle de Tlilapan, au nord-ouest de celle de Rafael Delgado, au sud de celle de Tequila, et à l'est de celle de Magdalena.

## Composition et démographie
La municipalité était composée en 2020 de 9 localités, dont aucune n'était considérée comme urbaine, toutes étant rurales.
| Localité             | Population |
| -------------------- | ---------- |
| San Andrés Tenejapan | 735        |
| Quiñiatla            | 579        |
| Tierra Colorada      | 487        |
| Encino Grande        | 455        |
| Teopancahualco       | 348        |
| Reste des localités  | 530        |
| Total population     | 3134       |

En plus de l'espagnol, plusieurs langues amérindiennes sont parlées dans la municipalité, dont les principales sont par ordre d'importance : le nahuatl, et de manière très marginale le mazatèque.

## Histoire
Au XVIe siècle, la localité de San Andrés Tenejapan se nomme San Andrés Xicalcuautitlán.
En 1932, la municipalité de San Andrés Tenejapan et son chef-lieu furent renommés Ciriaco Vázquez, en l'honneur du militaire mexicain Ciriaco Vázquez (es) (1800-1847), qui combattit contre l'intervention américaine au Mexique, et trouva la mort lors de la bataille de Cerro Gordo en 1847. La municipalité et son chef-lieu retrouvèrent leur nom de San Andrés Tenejapan en 1940.

## Économie

### Agriculture et élevage
La superficie des parcelles semées représentait en 2019 une surface totale de 272 hectares, parmi lesquels 190 hectares étaient voués à la culture du maïs, 50 hectares étaient vous à la culture du caféier, et 32 hectares étaient vous à celle du haricot.
En 2020, la production de viande par tonnes comprenait 2,4 tonnes de viande bovine, 11,6 tonnes de viande porcine, 1,3 tonne de viande ovine, 0,8 tonne de viande caprine, 1,6 tonne de volailles, et 3,5 tonnes de dinde. La superficie vouée à l'élevage représentait alors 32 hectares.